# Flugabwehrraketengeschwader 37
Das Flugabwehrraketengeschwader 37 (FlaRakG 37) war ein Verband der Luftwaffe. Letzter Standort war die Hinrich-Wilhelm-Kopf-Kaserne in Cuxhaven-Altenwalde. Das Geschwader war bei der Außerdienststellung mit dem Flugabwehrraketensystem HAWK ausgestattet. Der Verband war der NATO unterstellt.
Am 31. Dezember 1992 wurde das Flugabwehrraketengeschwader 37 aufgelöst.

## Aufgabe
Nach der Umstellung auf das Waffensystem HAWK übernahm der Verband zusammen mit weiteren Flugabwehrverbänden die Sicherung des rückwärtigen Luftraums der Bundesrepublik Deutschland. Die HAWK-Verbände sollten die zugewiesenen Räume gegen die Bedrohung durch Luftfahrzeuge und ballistische Flugkörper schützen. Im Verteidigungsfall sollten sich die mobilen HAWK-Verbände durch wiederholte Verlegung der Standorte dem Angriff durch feindliche Truppen entziehen.

## Geschichte

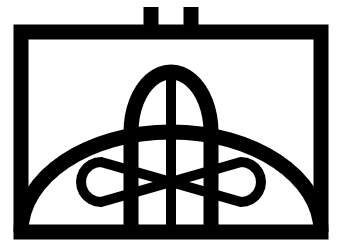
Taktisches Zeichen für Flugabwehrraketengeschwader der Luftwaffe

Das Flugabwehrraketengeschwader 37 wurde am 15. Juli 1957 als Luftwaffenflugabwehrbataillon 44 aus Stamm des Panzerflugabwehrkanonenbataillon 3 in Rendsburg gegründet. Die Aufstellung erfolgte in Hamburg-Osdorf. Bis März 1964 war der Verband mit radargesteuerten Flugabwehrkanonen des Typs L/70 im Kaliber 40 mm des Herstellers Bofors ausgerüstet.
Im September 1959 wurde der Verband nach Aurich verlegt.
Ab Februar 1965 erfolgte die Umrüstung auf das Flugabwehrraketensystem HAWK. In diesem Zuge wurde der Verband in das Flugabwehrraketenbataillon 37 umgegliedert. Gleichzeitig wurde dem Bataillon eine Stabsbatterie und eine Sanitätsbatterie beigestellt. Die Besatzungen der vier Kampfbatterien wurden bis Mai 1965 im
Taktischen Aus- und Weiterbildungszentrum Flugabwehrraketen Luftwaffe (TaktAusbWbZ FlaRakLw USA) in Fort Bliss ausgebildet.
Eine Versorgungsbatterie wurde am 1. November 1967 eingegliedert.
Beginnend im März 1967 wurde der Verband an seinen letzten Standort nach Cuxhaven-Altenwalde verlegt. Als erste Teileinheit bezog die 4. Batterie den Standort. Die restlichen Truppenteile mit Ausnahme der 2. Batterie bezogen schrittweise bis April 1974 die Hinrich-Wilhelm-Kopf-Kaserne. Die 2. Batterie blieb bis zur Auflösung des Verbandes in Bremervörde und besetzte die Stellung Nindorf bei Lamstedt.
Zwischen Herbst 1978 und Frühjahr 1979 wurde das Waffensystem auf die Version Improved HAWK umgerüstet. Es folgten weitere Kampfwertsteigerungen zwecks Anpassung an die sich verändernde Bedrohungslage.
Bei der Neuordnung der Luftwaffenverbände erfolgte am 1. Oktober 1989 die Umbenennung in Flugabwehrraketengeschwader 37. Diese Bezeichnung behielt der Verband bis zur Auflösung bei. Das Geschwader wurde dem Flugabwehrraketenkommando 1 (FlaRakKdo1) unterstellt.
Im Zuge der politischen Veränderungen durch den Zerfall der Sowjetunion und der Beendigung des Kalten Krieges ab Ende 1989 nahm die Bedeutung der Flugabwehr ab. Ferner wurden das mobile Waffensystem HAWK und das stationäre Waffensystem Nike zu dieser Zeit bereits durch das leistungsfähigere Waffensystem Patriot ersetzt.
Ab 1. Oktober 1992 wurden die vier Kampfstaffeln an die Schwesterverbände Flugabwehrraketengeschwader 31 (Übernahme der 3. und 4. Staffel als 1. und 2. Staffel) und Flugabwehrraketengeschwader 39 (Aufnahme der 1. und 2. Staffel als 5. Staffel und 6. Staffel) übergeben. Am 31. Dezember 1992 wurden die Reste des Verbandes aufgelöst.

## Unterstellung
- 1957 Kdo Nord Lw-Bodenorganisation
- 1958 3. LvDiv
- 1959 FlaRgt 3
- 1961 FlaRgt 4, FlaRakRgt 4
- 1968 FlaRakRgt 3
- 1989 FlaRakKdo 1
- 1990 FlaRakKdo 2

## Liste der Verbandskommandeure
| Name                      | Dienstgrad     | von  | bis  |
| ------------------------- | -------------- | ---- | ---- |
| Hans Hakenholt            | Oberstleutnant | 1957 | 1957 |
| Hans Fröhlich             | Oberstleutnant | 1957 | 1961 |
| Bruno Licht               | Oberstleutnant | 1961 | 1964 |
| Georg Ulrich              | Oberstleutnant | 1964 | 1968 |
| Erich Bödeker             | Oberstleutnant | 1968 | 1971 |
| Dietrich Kuhhagen         | Oberstleutnant | 1971 | 1972 |
| Karl Sasse                | Oberstleutnant | 1972 | 1973 |
| Heiderich von der Heyden  | Oberstleutnant | 1973 | 1978 |
| Emil Gantner              | Oberstleutnant | 1978 | 1981 |
| Peter Hoheisel            | Oberstleutnant | 1981 | 1986 |
| Gerald Grimmer            | Oberstleutnant | 1986 | 1989 |
| Hans-Joachim Wiesenhavern | Oberstleutnant | 1989 | 1992 |

## Außenstellungen
| Staffel | Ort       | Koordinaten              | heutige Nutzung               |
| ------- | --------- | ------------------------ | ----------------------------- |
| 1./37   | Belum     | 53° 47.874'N 8° 59.197'E | Windpark                      |
| 2./37   | Nindorf   | 53° 37.140'N 9° 6.488'E  | Naturerlebnispark             |
| 3./37   | Krempel   | 53° 43.032'N 8° 43.024'E | Solarpark                     |
| 4./37   | Gudendorf | 53° 47.512'N 8° 40.081'E | Kommunales Entsorgungszentrum |

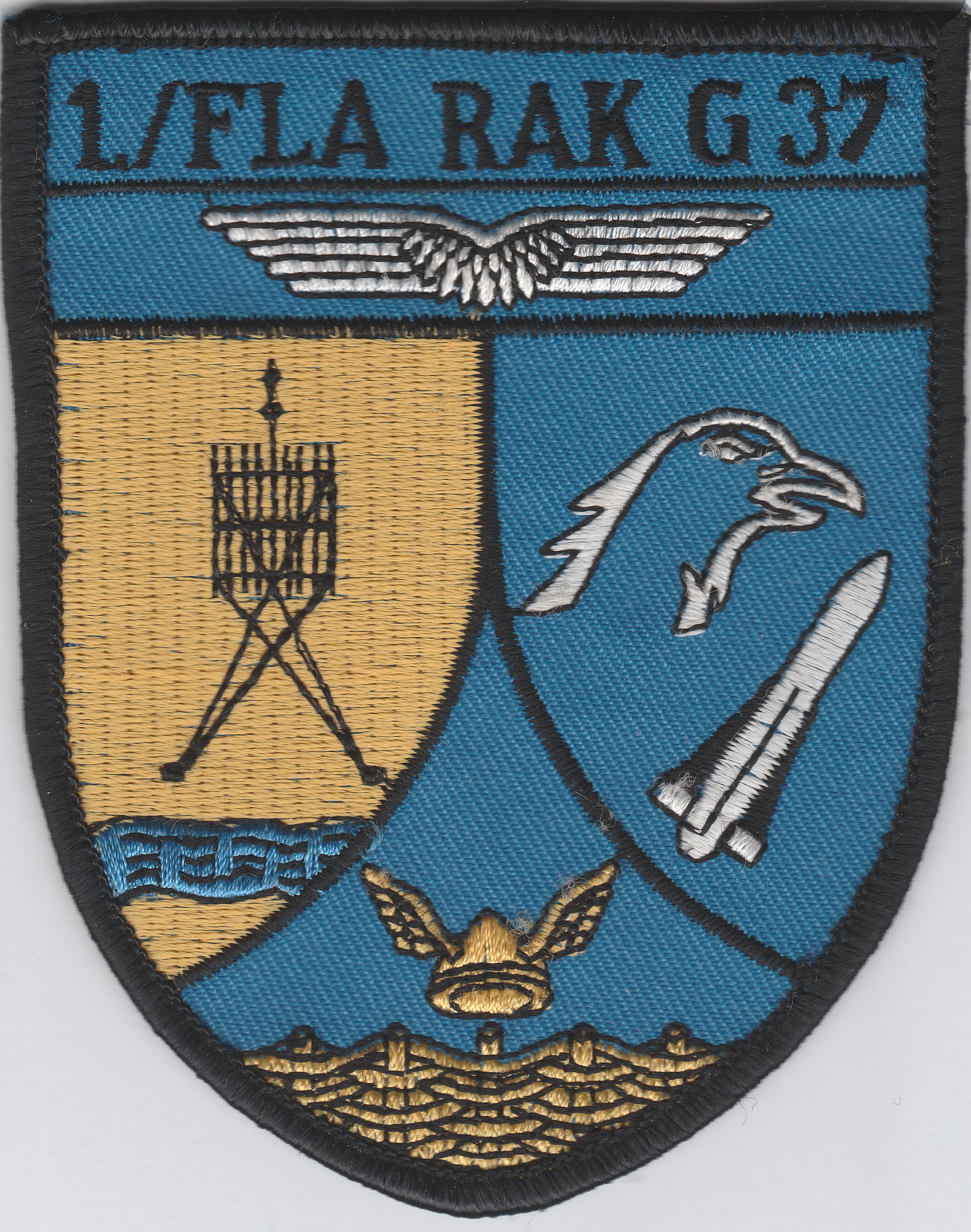
Wappen der Staffel 1./37 in Belum
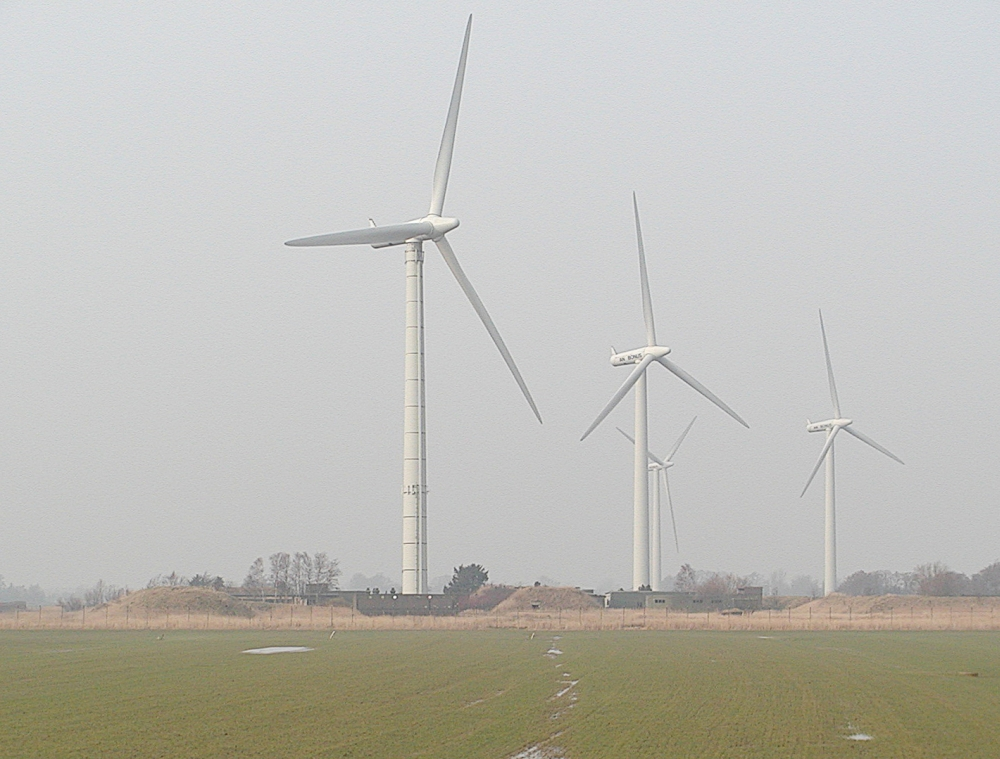
Heutiger Windpark in Belum

## Unfälle
Am 7. August 1963 kamen fünf Soldaten der 3./Luftwaffenflugabwehrbataillon 44 bei einer Übung in Brockzetel ums Leben, als ein für die Zieldarstellung genutztes Flugzeug des Jagdgeschwader 71 abstürzte. Der Pilot der verunglückten Maschine starb bei dem Absturz ebenfalls.

## Persönlichkeiten
Brigadegeneral Bernhardt Schlaak, Kommandeur der Offizierschule der Luftwaffe von 2012 bis 2016, diente zwischen 1986 und 1990 in der 1. und 2. Staffel.